# Уильямс, Тоня Ли
Тоня Ли Уильямс (англ. Tonya Lee Williams, род. 12 июля 1958) — канадская телевизионная актриса, с карьерой в дневных мыльных операх и прайм-тайм сериалах.

## Биография
Уильямс родилась в Лондоне, Англия, но будучи ребёнком вместе с родителями переехала в Канаду, где окончила Университет Райерсона. В начале 1980-х она начала свою карьеру на канадском телевидении, играя основные роли в комедийных сериалах Polka Dot Door (1980-83) и Check It Out! (1985-86). В 1987 году Уильямс перебралась в США, где нашла работу играя небольшие роли в сериалах «Дай мне перерыв!», «Блюз Хилл-стрит» и «Фэлкон Крест», а в 1989-90 годах снималась в недолго просуществовавшей дневной мыльной опере «Поколения».
Уильямс наиболее известна благодаря своей роли Оливия Уинтерс, сестры персонажа Виктории Роуэлл, в мыльной опере «Молодые и дерзкие». Эту роль она играла на регулярной основе с 1990 по 2005 год, и периодически возвращалась в 2007-2012 годах. Эту роль она также сыграла в сестренском мыле «Дерзкие и красивые» в феврале 2011 года. За роль, Уильямс в 1996 и 2000 годах номинировалась на Дневную премию «Эмми» за лучшую женскую роль второго плана, а также пятнадцать раз выдвигалась на NAACP Image Award, завоевав две награды. После ухода из шоу она вернулась в Канаду, где снялась в недолго просуществовавшем ситкоме «Она мэр».
С 1983 по 1991 год Уильямс была замужем за Робертом Симпсоном.